# Робърт Кувър
Робърт Кувър (на английски: Robert Lowell Coover, 4 февруари 1932 - 5 октомври 2024) е съвременен американски писател, професор по творческо писане и електронна литература в Университета „Браун“.

## Биография
Робърт Кувър следва в Университета на Южен Илинойс в Карбъндейл, а след това в Индианския университет в Блумингтън, където през 1955 г. получава бакалавърска степен по славистика. След това служи във Военноморския флот на САЩ. Получава магистърска степен по културология в Чикагския университет през 1965 г.
Кувър преподава в различни американски университети, но най-дълго остава в Университета „Браун“. Той е и сред създателите на Организацията за електронна литература (1999).

## Творчество
Първият роман на Кувър е Произходът на обществото на брунистите – в него се разказва за това как единственият оцелял от голяма авария в мина създава религиозен култ. Втората му книга, отново роман, е Корпорация „Универсална бейзболна асоциация“, Дж. Хенри Уо, на позиция – в него Кувър се занимава с човека, избрал си ролята на демиург. Героят Дж. Хенри Уо, срамежлив, самотен счетоводител, създава бейзболно състезание, в което крайният резултат на всеки мач зависи от хвърляния на зар, и си фантазира играчи, които да изиграят тези резултати от хвърлянето на зара в бейзболна игра.
Най-известната творба на Кувър, Публичното изгаряне, има за сюжет делото срещу Юлиус и Етел Розенберг, но представено с похватите на магическия реализъм. Половината от книгата е посветена на невероятните истории за митичния герой Чичо Сам, в които той се бори с не по-малко фантастичния Фантом, представител на международния комунизъм. Главите за чичо Сам се редуват с алтернативните глави, описващи усилията на Ричард Никсън да се ориентира кое е реално и кое измислица сред бъркотията от разкази.
На български текстове от Робърт Кувър са излизали в списанията Съвременник, Lettre Internationale и Ах, Мария, както и в Литературен вестник.

## Награди
- За първия си роман Произходът на обществото на брунистите печели наградата „Уилям Фокнър“ (1966).[1]